# Siphona efflatouni
Siphona efflatouni là một loài ruồi trong họ Tachinidae.